# Kapellenberg (Vogtland)
Der Kapellenberg ist ein 758,7 m ü. NHN hoher und markanter Berg im oberen Vogtland im sächsischen Vogtlandkreis. Er gehört zum Elstergebirge und stellt nach naturräumlicher Gliederung dessen höchste Erhebung dar. Geologisch wird er dem Fichtelgebirge zugeordnet.
Auf dem Berg befinden sich die urzeitliche Verteidigungsanlage Alter Wall, die als Kulturdenkmal ausgewiesen ist, die Ruine der Kapelle St. Ursula, nach welcher der Berg benannt wurde, mit nebenan gelegener Kleinquelle Goldbrunnen, der Aussichtsturm Kapellenbergturm und ein Sendeturm.

## Lage und Umgebung

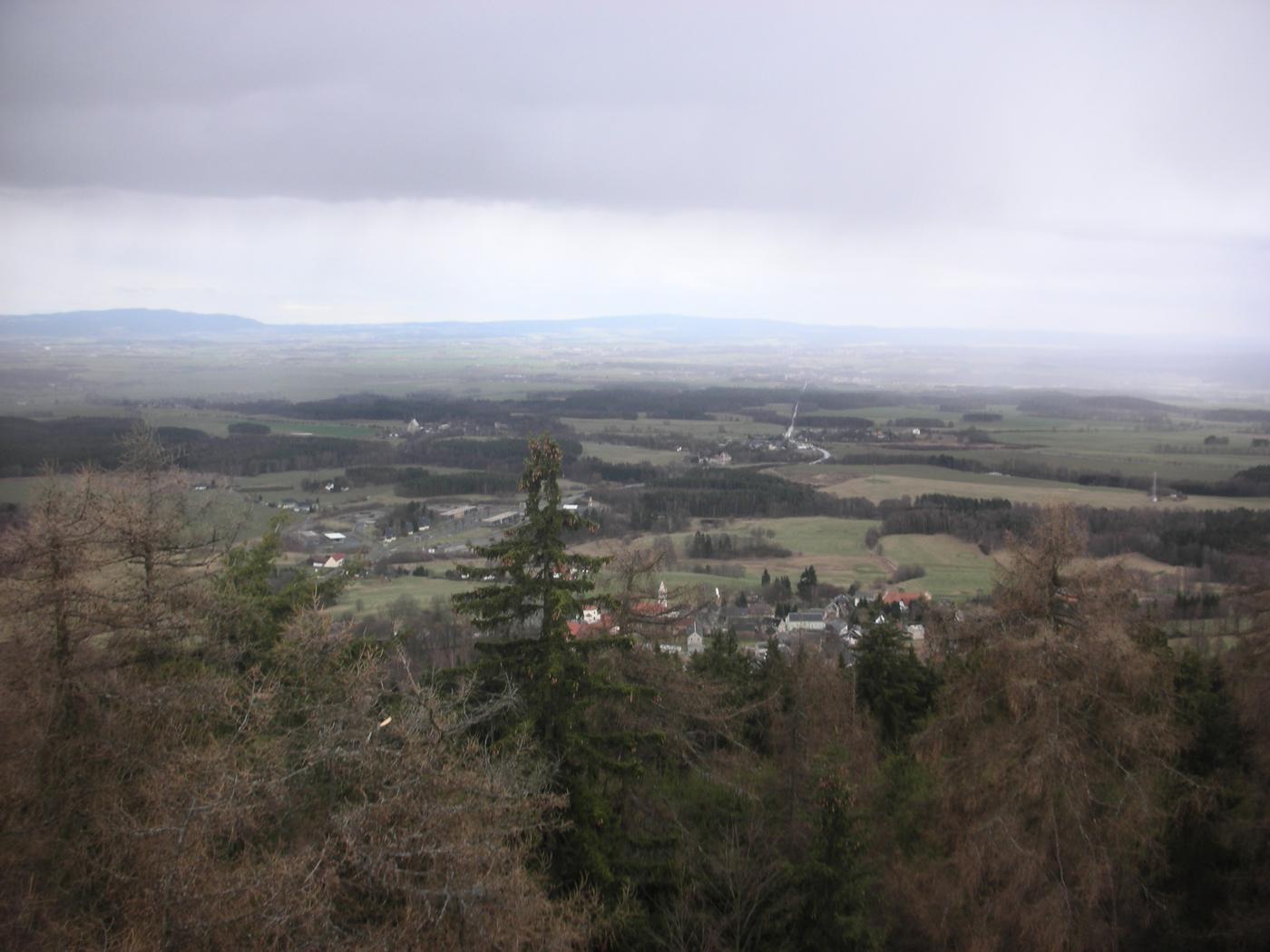
Blick ins Egerland vom Kapellenbergturm

Der Kapellenberg erhebt sich im südlichsten Zipfel des Vogtlandkreises nahe der tschechischen Grenze. Südlich öffnet sich das Egerbecken, das der Berg um etwa 300 Höhenmeter überragt. Am südöstlichen Bergfuß befindet sich der zu Bad Brambach gehörende Ortsteil Schönberg, das südlichste Dorf Sachsens.

## Türme

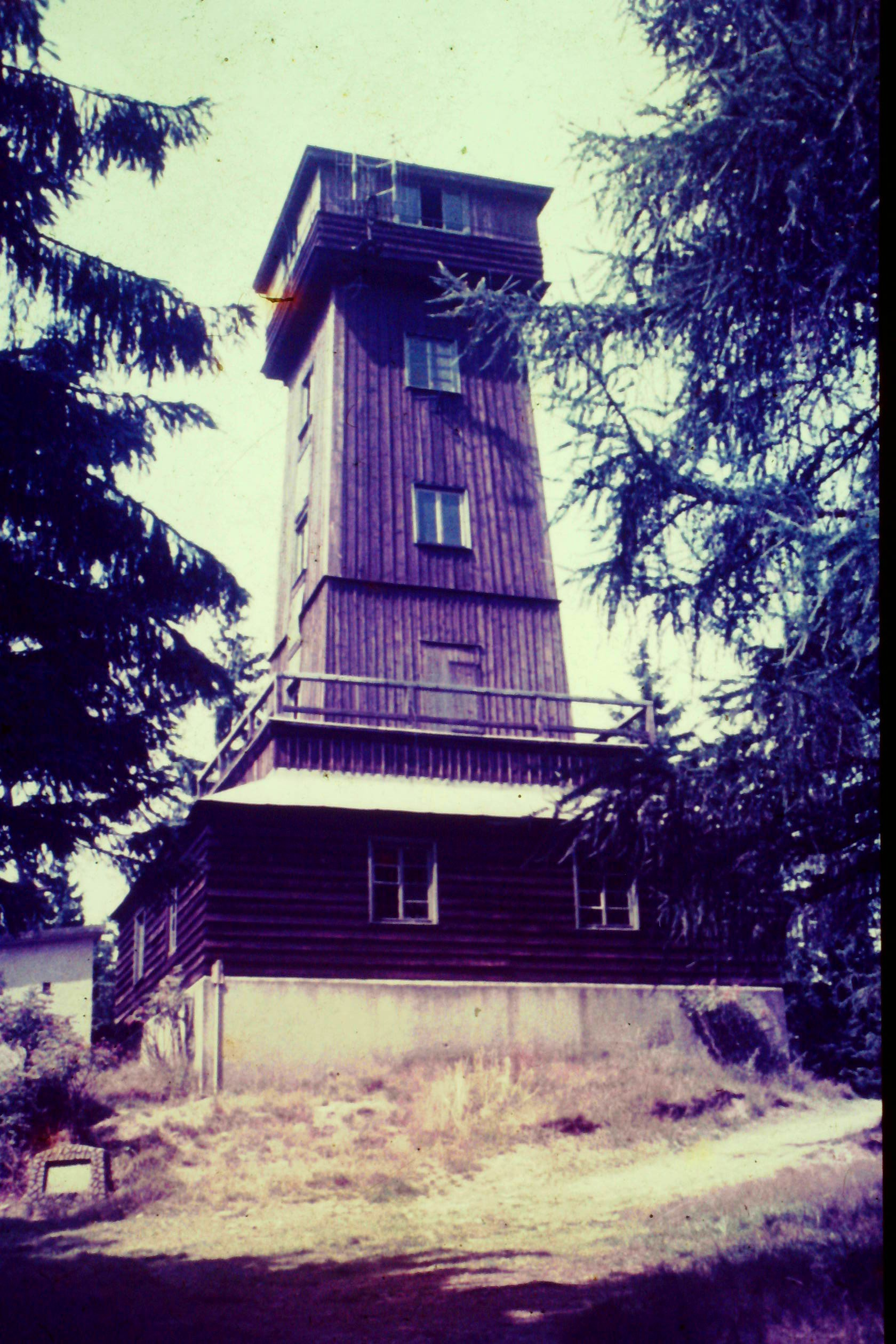
Alter Kapellenbergturm wenige Monate vor seiner Sprengung (1982)

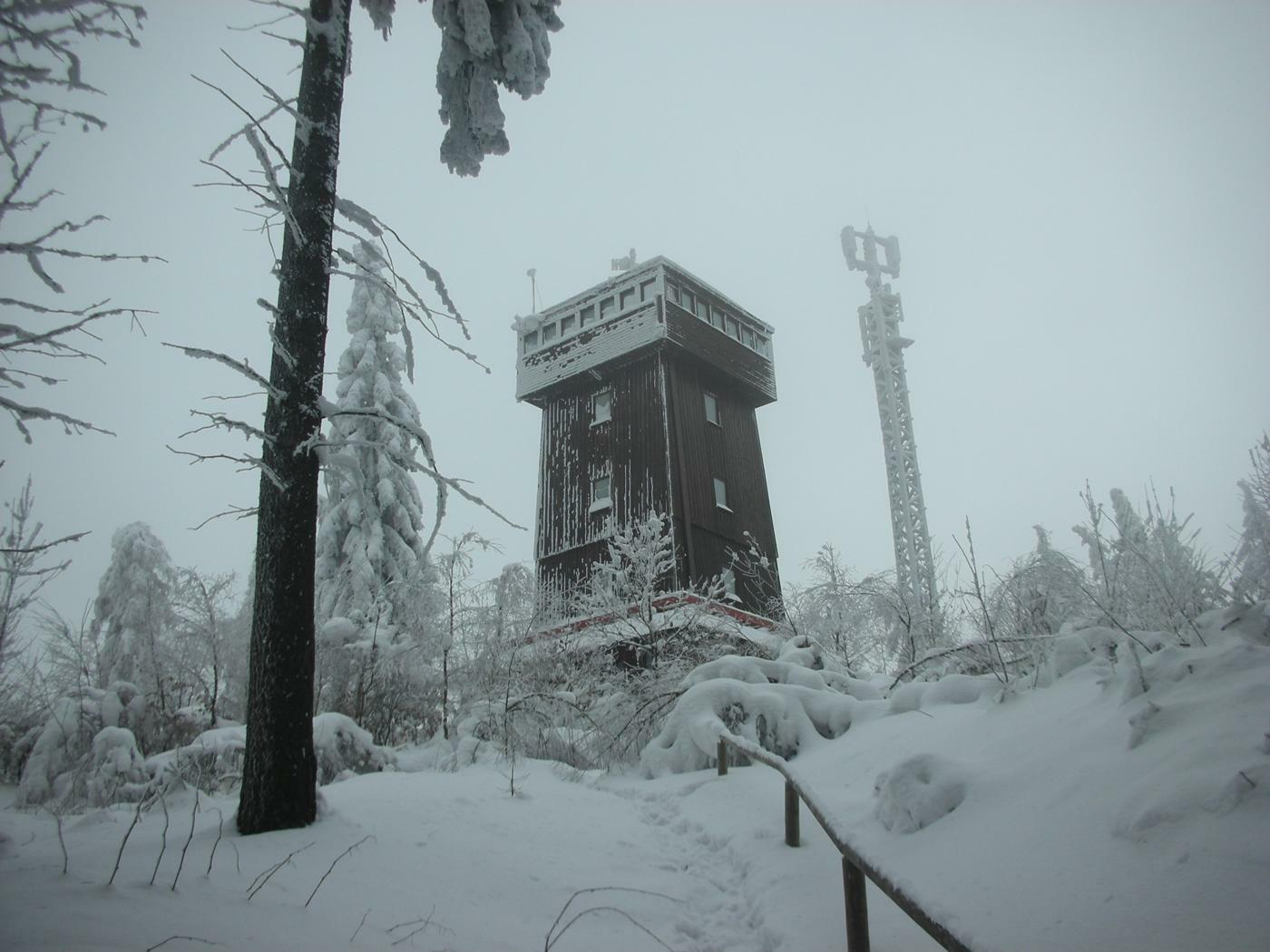
Kapellenbergturm (Winter 2010)

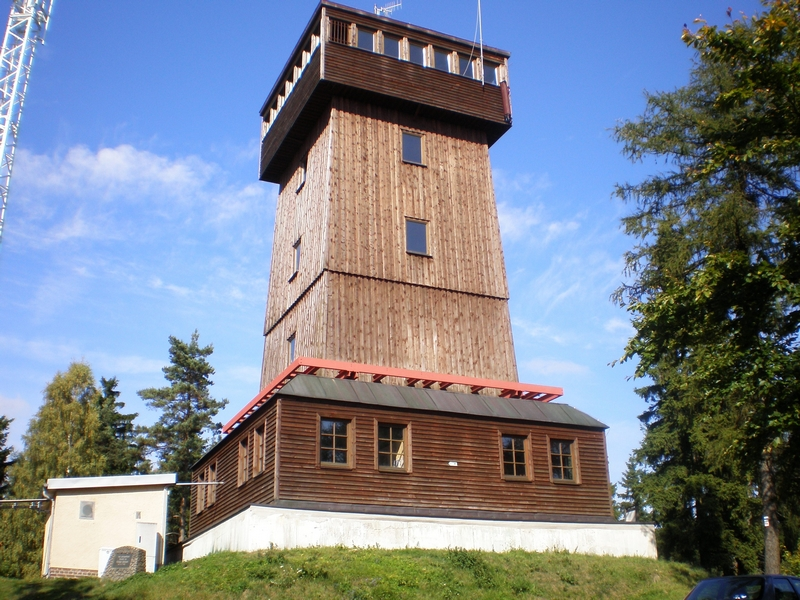
Kapellenbergturm (Sommer 2008)

### Vermessungssäule
Im Rahmen der Königlich-Sächsischen Triangulation, der Vermessung Sachsens, wurde der Kapellenberg 1864 als ein Festpunkt erster Ordnung ausgewählt. 1865 errichtete man auf dem Gipfel eine Vermessungssäule und baute um sie herum ein hölzernes Standgerüst. Das Gerüst diente seither Wanderern als Aussichtspunkt.

### Kapellenbergturm

#### Alter Kapellenbergturm
Nach dem Ersten Weltkrieg gab es Planungen für einen Aussichtsturm. Den Grund und Boden stellte die Baronin Magyary-Reitzenstein zur Verfügung. Baumeister Ernst Schüller baute nach Plänen des Architekten Gustav Zimmermann den Turm, der am 29. November 1931 eingeweiht wurde. Bis zum Jahr 1968 konnte er als Aussichtsturm von Wanderern genutzt werden. Als in diesem Jahr der Prager Frühling niedergeschlagen wurde und die Truppen des Warschauer Paktes in die Tschechoslowakei einmarschierten, wurde der Turm gesperrt, um dort eine sowjetische Radarstation zu installieren. Später wurde die Sperrung mit der angeblichen Baufälligkeit des Turmes begründet. Am 7. November 1982 wurde der Turm  von der Zivilverteidigung Oelsnitz gesprengt.

#### Neuer Kapellenbergturm
Nach dem Fall der Mauer und der Wiedervereinigung Deutschlands wurde der Wiederaufbau des Turmes angestrebt. Der neue Aussichtsturm wurde nach den alten Plänen gestaltet, hat jedoch einen vergrößerten Grundriss und ist etwas höher. Auf die Plattform im ersten Stock wurde verzichtet. Am 19. Juni 1993 konnte der neue Kapellenbergturm eingeweiht werden. Seit 2007 kommen im Jahresdurchschnitt 4738 Besucher. Von seiner Aussichtsplattform kann man bis zum Kaiserwald, zum Erzgebirge, zum Oberpfälzer Wald und zum Fichtelgebirge blicken. Ein Modell des Aussichtsturms ist in der Miniaturschauanlage Klein-Vogtland in Adorf zu besichtigen.

### Sendeturm
Wenige Meter westsüdwestlich des Aussichtsturms steht ein kleiner Sendeturm.

## Sagen
Um den Kapellenberg und die Ruine ranken sich mehrere Sagen – zwei davon sind:
Drei Schwestern Anna, Maria und Brunhilde, haben sich gleichzeitig in denselben Ritter verliebt. Der Ritter liebte zwar nur Brunhilde, wollte jedoch den anderen beiden Schwestern nicht das Herz brechen, indem er sich für ihre Schwester entschied und zog deshalb in einen Kreuzzug. Die Schwestern schworen, dass sie Nonnen werden und niemals einen Mann lieben wollten. Sie wollten drei Kapellen gründen und, wenn eine von ihnen sterben sollte, sollte ein Tuch von der Kapelle ins Tal fliegen, um den anderen Schwestern den Tod mitzuteilen. Sollte jedoch eine Schwester jemals wieder einen Mann lieben, sollte ihre Kapelle zusammenfallen. So gründeten Maria die Kapelle in Maria Kulm, Anna eine Kapelle auf dem Grüneberg bei Eger und Brunhilde die Kapelle auf dem Kapellenberg.
Nach vielen Jahren, Anna und Maria waren inzwischen gestorben, lebte Brunhilde noch immer in der Kapelle. Da kam ein alter Pilger, mit einem Mantel, auf dem sich das rote Tatzenkreuz der Tempelritter befand und der durch einen Sarazenenpfeil zusammengehalten wurde, und trank am Brunnen neben der Kapelle. Brunhilde erkannte den Pilger als den Ritter, der sie vor vielen Jahren verlassen hatte, und sie fielen sich verliebt in die Arme. Da kam ein Sturm auf und die Erde bebte und am nächsten Morgen waren weder die Nonne noch der Ritter zu finden. Die Kapelle war zerfallen und nur ein Pfeil und ein Kreuz waren noch in einem Stein neben dem Brunnen zu sehen. Der Stein kann noch besichtigt werden.
Die Sage von der weißen Frau bei der Tränke handelt von einer Nonne des Kapellenberges, die als Geist bei dem angrenzenden Hochmoor erscheint. Sie soll zu Lebzeiten dort ihr Kind ertränkt haben und zu ihrem Geliebten auf die Luchsenburg geflohen sein.